# Hkakabo Razi
Il Hkakabo Razi (in birmano ခါကာဘိုရာဇီ) è la montagna più alta del Sudest Asiatico.

## Geografia
La montagna è situata nella Birmania (Myanmar) del Nord, nello Stato Kachin. La vetta si trova nel Parco Nazionale del Hkakabo Razi. È quasi privo di altopiani e in gran parte ricoperto da una foresta pluviale nei primi 2.700, foresta che poi diventa caratterizzata da caducifoglie. La foresta dai 3.400 metri diventa di conifere e tipica dei luoghi alpini. Da 4500 m le nevi diventano perenni.

## Storia
Takashi Ozaki ( Giappone) e Nyama Gyaltsen ( Birmania) intrapresero la prima scalata nel 1996. Ozaki provò a scalare la montagna nel 1995 ma tornò indietro a causa del mal tempo. La via dal campo di partenza è lunga (quattro settimane) e ardua, dato che passa attraverso una foresta pluviale e molti corsi d'acqua senza ponte. 
La prima scalata può anche essere attribuita al fatto che fino al 1993 l'accesso all'area non era permesso agli stranieri.